# Алора
Алора (ісп. Álora) — муніципалітет в Іспанії, у складі автономної спільноти Андалусія, у провінції Малага. Населення — 13 474 особи (2010).
Муніципалітет розташований на відстані близько 410 км на південь від Мадрида, 27 км на північний захід від Малаги.
На території муніципалітету розташовані такі населені пункти: (дані про населення за 2010 рік)
- Алора: 8756 осіб
- Арройо-Анкон: 110 осіб
- Арройо-Корралес: 51 особа
- Арройо-Хевар: 78 осіб
- Касабланкілья: 364 особи
- Ель-Чорро: 257 осіб
- Барріада-Естасьйон: 2261 особа
- Лас-Ломас: 165 осіб
- Лас-Мельїсас-Лос-Льянос: 1166 осіб
- Сабіналь: 266 осіб

## Демографія
Динаміка населення (INE ):

## Галерея зображень

Розташування муніципалітету у провінції Малага
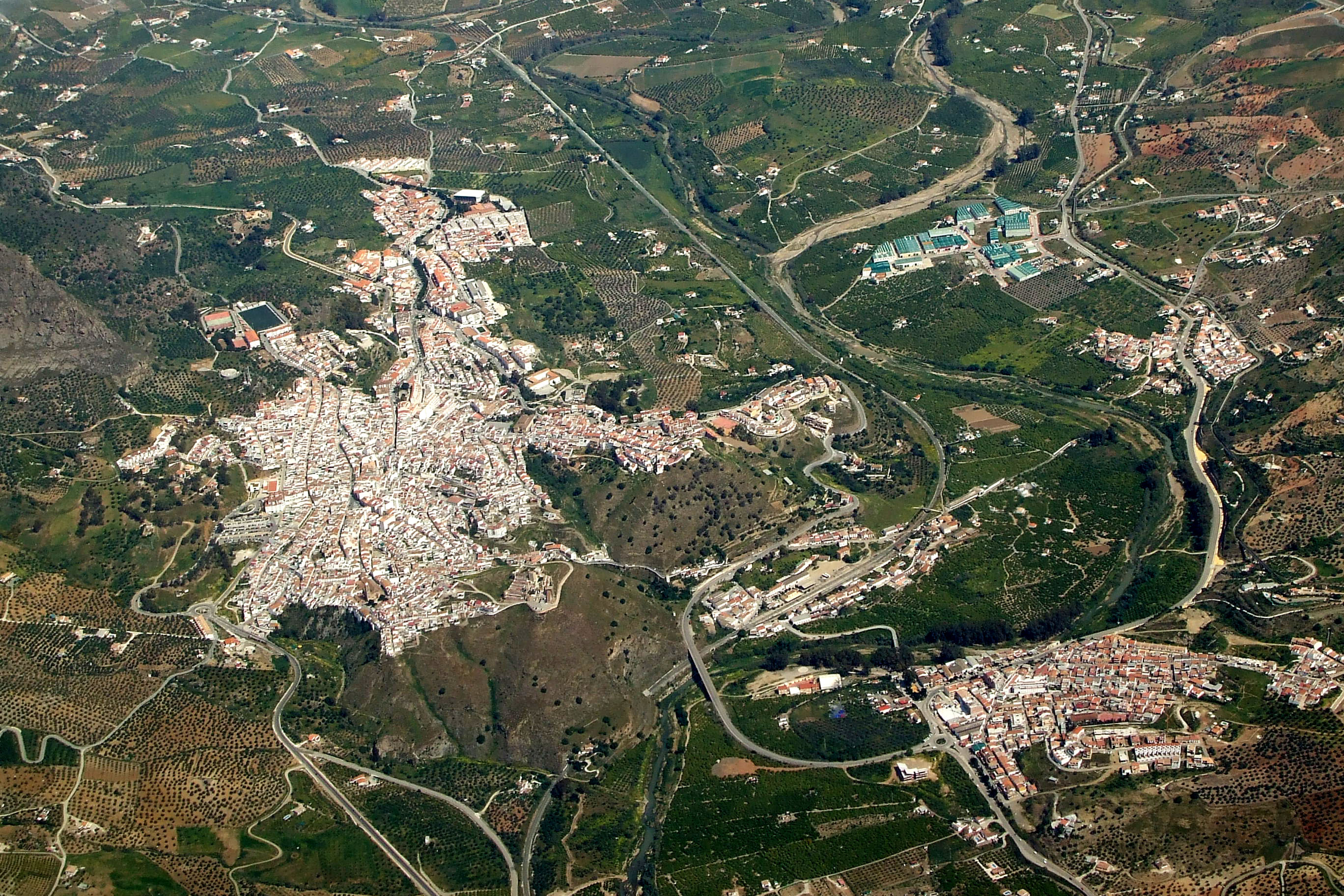
Алора згори
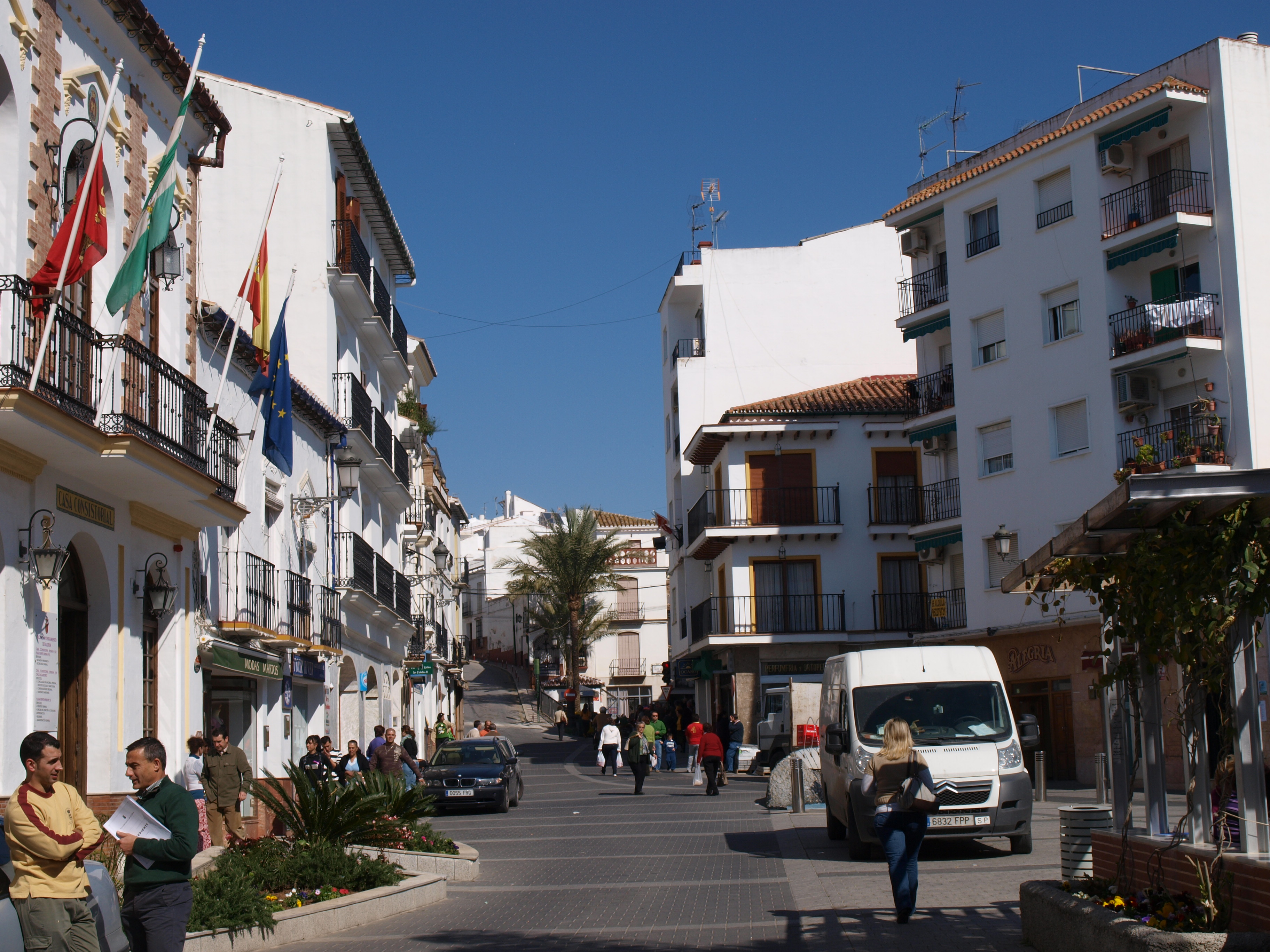
Площа в Алорі. Зліва - ратуша